# Henrik Sillem
Henrik Sillem (født 12. august 1866 i Amsterdam, død 13. juli 1907) var en hollandsk skytte, som deltog i OL 1900 i Paris.
Sillem deltog i flere skydningsdiscipliner ved OL. Han deltog i 50 m pistol individuelt og som en del af det hollandske hold. Individuelt blev han nummer 12 med 408 point. Resultaterne fra den individuelle konkurrence udgjorde også holdkonkurrencen, hvor fem skytter fra hver nation deltog. Her kom Sillem sammen med Dirk Boest Gips, Solko van den Bergh, Antoine Bouwens og Anthony Sweijs på en tredjeplads med 1876 point efter Schweiz (2271 point) og Frankrig (2293 point), mens Belgien blev nummer fire (1823 point).
Sillem deltog også i de tre discipliner, 300 m fri riffel stående, knælende og liggende. Han blev med 249 point nummer 25 i stående, med 281 point nummer 19 i knælende og med 317 point nummer seks liggende.
Resultaterne i de tre discipliner udgjorde en selvstændig konkurrence, 300 m fri riffel (tre positioner), hvor han scorede 847 point individuelt og blev nummer 18. Også her blev holdkonkurrencen afgjort ved at samle de individuelle resultater, og Holland fik i alt 4.221 point, hvilket gav en samlet femteplads.